# Halina Szymulska
Halina Szymulska z domu Bystrzycka (ur. 16 stycznia 1921 w Lublinie, zm. 15 września 1994, w Warszawie) – polska śpiewaczka (sopran).

## Życiorys
Jej głos określany był jako sopran spinto. Repertuar artystki był bogaty i zróżnicowany, obejmował około tysiąca utworów, wykonywanych w oryginalnych językach, w tym muzykę współczesną. Niejednokrotnie jako pierwsza wykonywała dzieła polskich twórców XX w., takich jak: Witold Lutosławski, Tadeusz Baird, Aleksander Tansman, Jerzy Lefeld, Michał Spisak, Kazimierz Serocki. Artystce akompaniowali wybitni polscy pianiści, m.in. Tatiana Wojtaszewska, Jadwiga Szamotulska i Jerzy Lefeld. Odbyła tournée po Szwajcarii, Belgii, Rumunii, Czechosłowacji i Niemczech. Po ciężkiej chorobie zaprzestała działalności koncertowej i skupiła się na realizacji nagrań archiwalnych i płytowych. Jej twórczość była reprezentowana przez polską agencję artystyczną „Pagart”.

### Edukacja
Początkowo uczyła się śpiewu prywatnie u prof. Tadeusza Markowskiego. W latach 1945—1951 studiowała w lubelskim liceum operowym (przekształconym później w Państwową Szkołę Muzyczną) pod kierunkiem Marii Borer-Wyleżyńskiej. Po ukończeniu liceum i otrzymaniu dyplomu z wyróżnieniem, artystka rozpoczęła pracę w chórze Polskiego Radia, zorganizowanym przez Jerzego Kołaczkowskiego w Warszawie, a następnie w chórze Filharmonii Narodowej. W tym samym czasie doskonaliła swój warsztat prywatnie pod okiem Ady Sari (w latach 1951–1968), a także Ewy Bandrowskiej-Turskiej. W roku 1964, artystka otrzymała stypendium rządu francuskiego z rekomendacji Michała Spisaka. Studiowała w École Normale de Musique de Paris pod kierunkiem prof. Pierre’a Bernaca. Przedmiotem studiów podyplomowych w Paryżu była muzyka współczesna. Dodatkowo podczas pobytu w Paryżu uczestniczyła w kursie mistrzowskim dla wokalistów, prowadzonym przez Noémie Pérugia.

### Kariera
Współpracowała z chórem Polskiego Radia jako solistka, nagrywając szereg pieśni kompozytorów polskich i obcych. Jej interpretacje muzyki francuskiej zwróciły uwagę polskiego kompozytora Michała Spisaka. W tym samym okresie artystka nagrała dla Francuskiego Radia i Telewizji ORTF dzieła kompozytorów polskich i francuskich. W 1965 pod okiem prof. Pierre’a Bernaca przygotowała nowy program, składający się z pieśni Witolda Friemanna, Szymona Laksa, Witolda Lutosławskiego, Claude’a Debussy’ego, Gabriela Faurégo, Duparca, który z rekomendacji Pierre’a Bernaca również nagrała dla francuskiego radia. Podczas drugiej wizyty w Paryżu, śpiewaczka zaprzyjaźniła się z kilkoma polskimi kompozytorami, m.in. z Michałem Spisakiem, Szymonem Laksem i Aleksandrem Tansmanem. Utwory tych kompozytorów, śpiewaczka nagrała także dla Polskiego Radia. Dodatkową nobilitacją jest fakt, że niektóre z tych utworów były zadedykowane specjalnie dla śpiewaczki.